# Ecnomus tsudai
Ecnomus tsudai là một loài Trichoptera trong họ Ecnomidae. Chúng phân bố ở miền Cổ bắc.